# Monte Mongioie
El Monte Mongioie  es una montaña de los Alpes que mide 2631 m s. n. m.. Se trata de la segunda cima más elevada de los Alpes Ligures, después de la Punta Marguareis. 

## Etimología
En el pasado el monte era también nombrado Cima Rascaira, y este nombre aparece en la cartografía oficial del Reino de Cerdeña publicada en el año 1852. Fue también referenciado como Raschera, que hoy en dia es el nombre de un lago, de un pasto de montaña y del Raschera, un queso típico de esa zona.

## Características

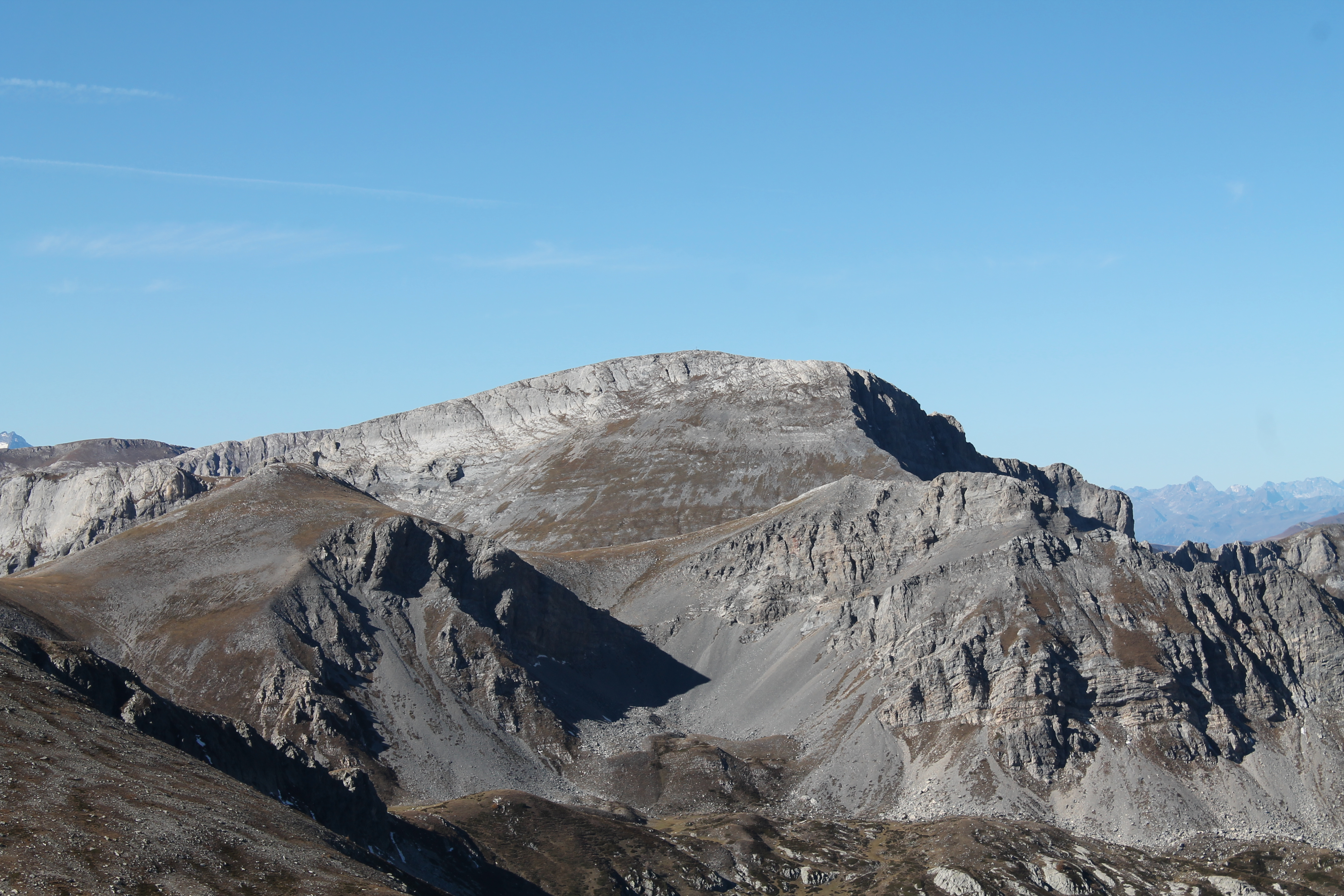
La montaña desde el Pizzo d'Ormea

Le Mongioie se encuentra en provincia de Cuneo y es el trifinio entre las cuencas hidrográficas de Tanaro (sur), Ellero (noroeste) y Corsaglia (noreste). Su prominencia es del 476 metros, y su punto mínimo es un puerto llamado  Passo delle Saline. Encima de la montaña hay una cruz de la cumbre. Para su aislamiento desde la cima  puede disfrutarse un amplio panorama sobre los Alpes del oeste.
Según la clasificación SOIUSA, el Monte Mongioie pertenece:
- Gran parte: Alpes occidentales
- Gran sector: Alpes del sudoeste
- Sección: Alpes Ligures
- Subsección: Alpes del Marguareis
- Supergrupo: Cadena Marguareis-Mongioie
- Grupo: Grupo Mongioie-Mondolè
- Subgrupo: Nudo del  Mongioie
- Código: I/A-1.II-B.4.a

## Geología
La cumbre del Monte Mongioie y sus laderas occidentales están hechas de capas tabulares de arenisca marmórea que se remontan al período Jurásico. Por otro lado, en la parte oriental del monte aparecen capas de dolomías del Triásico, que se encuentran en un cinturón de rocas orientado de norte a sur.

## Acceso a la cumbre

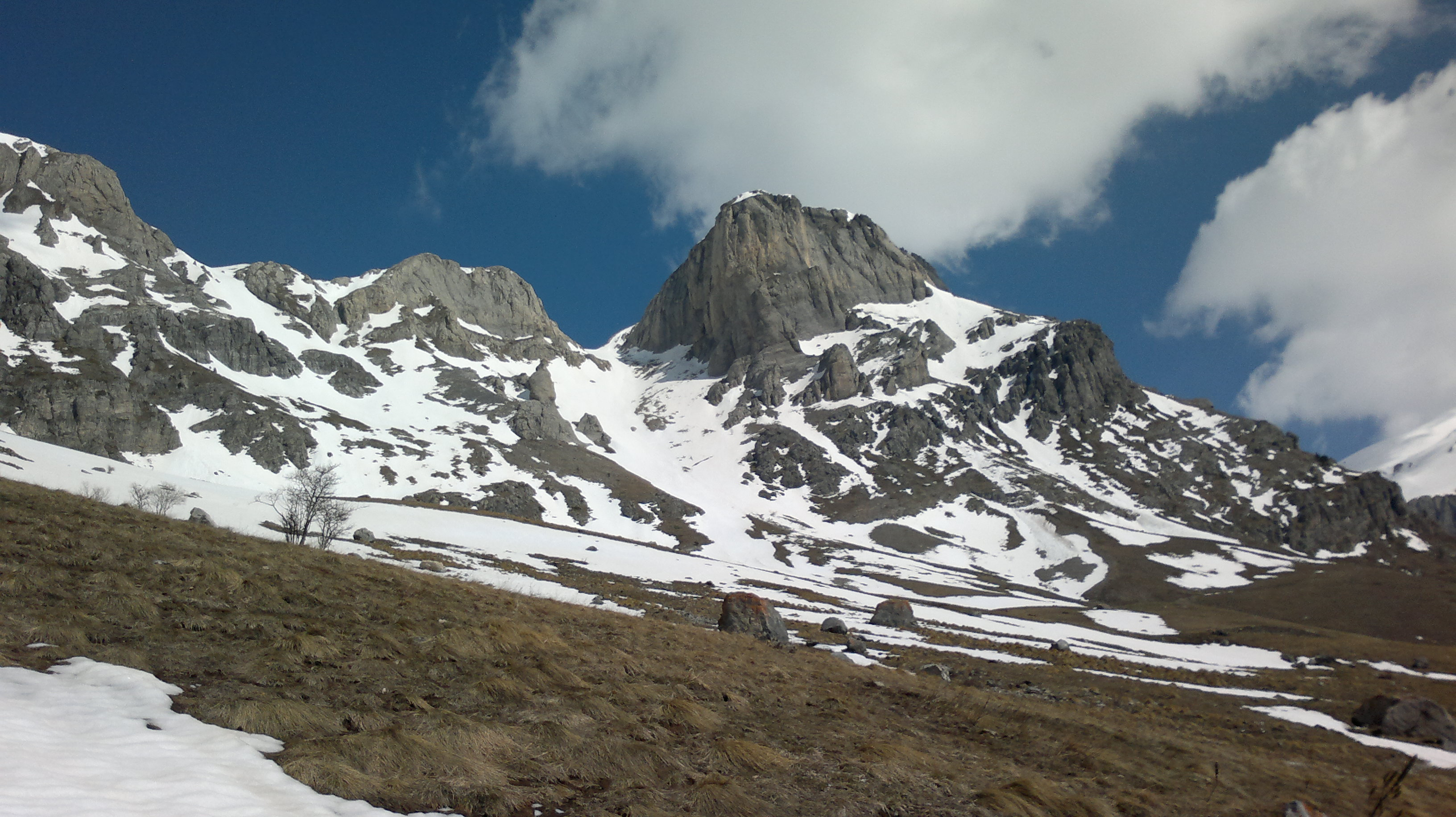
Monte Mongioie desde el Valle del Tanaro, a su izquierda el Canale delle Scaglie

### Verano
Aunque la ruta más fácil para la cima del Mongioie requiera alguna experiencia de senderismo, no necesita de verdaderas habilidades de montañismo. La cumbre puede alcanzarse por un camino señalizado desde Viozene (un pueblo del comune de Ormea) que pasa por el Rifugio Mongioie (1.555 m). De allì una senda pasando a través del Canale delle Scaglie, un  barranco, lleva al Bocchino dell'Aseo, un puerto en la línea divisoria entre Tanaro y Corsaglia. La  última parte del itinerario recorre  la vertiente occidental del Mongioie.

### Invierno
En invierno se puede subir a la montaña con los ski mountaineers desde Viozene o Artesina.

## Refugios
- Refugio Mongioie (valle del Tanaro, 1550 m),
- Refugio Havis De Giorgio (valle del Ellero, 1761 m),
- Vivac Cavarero (valle del Corsaglia, 2200 m).